# Raúl Leguías
Raúl Moisés Leguías Ávila (Colón, 9 ottobre 1981) è un ex calciatore panamense naturalizzato nicaraguense, di ruolo attaccante.